# Pteris berteroana
Pteris berteroana es una especie de helecho del género Pteris, perteneciente a la familia Pteridaceae. Se encuentra en Australia. 

## Descripción
Es un helecho con rizoma corto reptante, el ápice cubierto de escamas angostas de color marrón oscuro. Las frondas erectas, alcanzan un tamaño de 2 m de largo, compuestas, tri-pinnadas o más, de color verde oscuro, de encaje, estípite largo, marrón y púrpura hacia la base, verdoso por encima y ranurado, de color amarillento el raquis; la lámina casi glabra, los últimos segmentos oblongos y de  5 cm de largo y relativamente amplios, los márgenes irregularmente dentados; segmentos fértiles, no mucho más estrechos que los estériles.

## Taxonomía
Pteris berteroana fue descrita por Carl Adolph Agardh y publicado en  Recens. Spec. Pter. 66. 1839
Sinonimia
- Litobrochia decurrens (C. Presl) C. Presl
- Pteris comans G. Forst.[3]